# هارون كاري
هارون كاري (بالإنجليزية: Aaron Curry)‏ هو لاعب كرة قدم أمريكية أمريكي، ولد في 6 أبريل 1986 في فاييتفيل في الولايات المتحدة.

## وصلات خارجية
- هارون كاري على موقع مرجع كرة القدم المحترفة.كوم (الإنجليزية)